# Comment entrer dans la mafia
Pour plus de détails, voir Fiche technique et Distribution.
Comment entrer dans la mafia (Cose di Cosa Nostra) est un film italien réalisé par Steno, sorti en 1971.

## Synopsis
Don Calogero Bertuccione, un parrain de la della mafia italo-americaine, ordonne par l'intermédiaire de son bras droit Don Cefalù, au jeune Salvatore Lo Coco, Sicilien émigré aux États-Unis, de rentrer dans son village natal Castropizzi pour assassiner Don Nicola Manzano dit "Nicky", parce qu'il le soupçonne de jouer double jeu. Salvatore ne veut pas le faire, mais doit obéir pour éviter les représailles sur sa famille.
Arrivé en Italie, il cherche quelqu'un qui pourrait le remplacer, mais n'y arrive pas. Après une série de péripéties grotesques, il réussit à rentrer dans la villa de Don Manzano, où il découvre que Don Bertuccione et ses hommes ont déjà été tués.

## Fiche technique
Sauf indication contraire, les informations mentionnées dans cette section peuvent être confirmées par la base de données cinématographiques Unifrance,  présente dans la section « Liens externes ».
- Titre français : Comment entrer dans la mafia ou Le Vengeur de la mafia[1]
- Titre original italien : Cose di Cosa Nostra
- Réalisation : Steno
- Scénario : Steno, Roberto Amoroso, Giulio Scarnicci, Roberto Gianviti et Aldo Fabrizi
- Musique : Manuel De Sica
- Directeur de la photographie : Carlo Carlini
- Pays d'origine : Italie
- Format : Couleurs - 1,85:1 - Mono
- Genre : comédie dramatique
- Date de sortie : 1971

## Distribution
- Carlo Giuffré : Salvatore Lococo
- Pamela Tiffin : Carmela Lococo
- Jean-Claude Brialy : Domenico 'Mimì' Gargiulo
- Salvo Randone : Nicola 'Nicky' Manzano
- Agnès Spaak
- Mario Feliciani : Calogero Bertuccione
- Vittorio De Sica : Don Michele
- Aldo Fabrizi : Aldo Panzarani
- Angela Luce
- Mario Brega : Bellacque
- Nino Vingelli : Pasquale
- Franca Dominici
- Enzo Cannavale : Prêtre
- Nicoletta Elmi : Mary, la fille de Lococo (non créditée)